# لی یونین آگوتین
لی یونین آگوتین (روسی: Леонид Николаевич Агутин؛ زادهٔ ۱۶ ژوئیهٔ ۱۹۶۸) موسیقی‌دان اهل روسیه است. وی از سال ۱۹۹۱ میلادی تاکنون مشغول فعالیت بوده‌است.
وی همچنین برندهٔ جوایزی همچون نشان دوستی شده‌است.